# 雷韦勒
雷韦勒是德国莱茵兰-普法尔茨州的一个市镇。总面积6.73平方公里，总人口430人，其中男性213人，女性217人（2011年12月31日），人口密度64人/平方公里。